# ふーすてっぷ
『ふーすてっぷ』は、岬下部せすなによる4コマ漫画作品。『まんがタイムきらら』（芳文社）において2006年9月号から2008年4月号まで連載された。

## 作品概要
ある日、児童施設に一人の女の子が入所してくる。暗殺者としての教育のみを施されてきた彼女、風のステップアップストーリー。
舞台となる児童施設では、入所している児童は全員スタンプカードを所持していて、何かを一つ覚えていくたびに担当の者からスタンプを押してもらえることになっている。そのスタンプの数だけステップアップしていくということがタイトルの所以である。

## 主な登場人物
風 （ふう）
本作の主人公。16歳。
幼少の頃から闇の組織に軟禁され、暗殺者としての教育を施されてきた。警察に保護された後、実戦経験及び犯罪歴が無いため更生可能と判断され、こころの運営する施設へと送られてきた。そのため、射撃や格闘などを得意とする。また、かなりの巨乳。
基本的に無口で無表情で言葉遣いも機械的で女性らしくない。暗殺術をはじめとする闇の世界の知識は豊富だが、それ以外には何も教わっていないため一般常識は幼稚園児以下で最初は挨拶さえまともにできなかったほど。鉄平やこころ達と生活をしていく中で少しずつ知識を身につけ成長していくが、物事を曲解したり、TVや雑誌から間違った知識を覚えることもしばしば。かつてはサプリメントしか口にしなかったが鉄平の料理が気に入り、後に料理が趣味となる。口数が少なく簡潔であることと、他人の世話も勉強できるというわけで、後に伝の担当となった。
鉄平 （てっぺい）
こころの運営する施設でアルバイトしている保育士志望の18歳の青年。風の担当となり、始めは一般常識を知らない彼女に少々手を焼いていた。
かつてはこころと共に天満の運営する児童施設で育った。天満の影響で、趣味が料理や割引券収集など主婦じみている。子供達のお世話に熱が入ると関西弁で話し出す。作中、話が進むにつれて、髪がどんどん短くなっていった。
江崎 こころ （えざき こころ）
風が入った児童施設の園長だが童顔で背が低く、子ども達に絵本を読んでいる途中で眠ってしまったり、宝くじを買っただけで喜んだりと、やや子供じみたところがある。
かつては警視庁化学捜査課の主任（当時の階級不明）であり、「サイバー捜査官　ココロ・エザキ」の名は闇世界でも恐れられるほどであった。「人を追い詰めるより自立の手助けをしたい」との思いから数年前に引退、現在の児童施設を開業した。捜査官時代に作ったプログラムのお陰で特許料がガンガン懐に入ってくるため、経済的にはかなり裕福（児童施設の運営費はそこから来ている）。
桃花 （ももか）
施設にいる7歳の女の子。鉄平に対して好意を抱いている。
身だしなみ等にやたら時を使ったり、お小遣いを貯金して将来の計画を立てるなど世間知らずな風と違い、年齢の割にはませている部分が多い。しかし、一万円で家が買えると思い込んだりするなど考え方は年相応である。
香椎 守 （かしい まもる）
警視庁化学捜査課所属（階級不明）。ひよりの上司。
今は落ち着いているが昔はかなりの熱血漢でいろいろと問題を起こしたことも。そのため当時の上司であったこころには頭が上がらない。
部下のひよりに対して意地悪をすることが多いが、全て好意の裏返しであるという「男ツンデレ」。
品川 ひより （しながわ ひより）
警視庁化学捜査課所属（階級不明）。守の部下。こころに憧れており、彼女に警察に戻ってきて欲しいと懇願したり、彼女の新聞記事を集めてスクラップブックにするほど。
かなりのドジっ娘で、よく車をぶつけたりしている。
伝 （つたえ）
風が入ってしばらくしてから施設に入ってきた女の子。14歳。
元諜報部員で、10年近くモールス信号のみで情報伝達をするよう訓練されてきたため、話すことが非常に苦手。会話は全てモールス信号で行い、またそれに似た音を聞いていないと落ち着かないという奇妙な癖がある。「諜報部員は顔が割れてはいけない」という教育を受けてきたことと、元々の性格（恥ずかしがり屋）のため、フードとサングラスを常用しており、これを外すとパニックを起こしていたが風達と過ごすうち、モールスなしで話せるようになり、サングラスを取るようになった。
風のことは「風先輩」と呼んでいて、彼女に懐いている。
天満 （てんま）
鉄平とこころが育った施設の園長。鉄平の主婦じみた性格は彼女の影響によるところが大きい。少々プライドが高く手厳しい性格で、泡銭のお零れとこころの援助を拒絶している。

## 単行本
芳文社より「まんがタイムKRコミックス」として刊行されている。全1巻。
- （2008年5月11日発行） ISBN 978-4-8322-7694-9

## 他作品との関連
- 作中、江崎こころがパソコンで描いていたアスキーアートの絵が、悪魔様へるぷ☆のルルーの絵だった。